# Sympetrum ambiguum
Sympetrum ambiguum – gatunek ważki z rodziny ważkowatych (Libellulidae). Występuje na terenie Ameryki Północnej.